# Witold Czartoryski (ordynat)
Witold Kazimierz Czartoryski (ur. 10 marca 1876 w Paryżu; zm. 29 października 1911 w Wersalu) – książę herbu Pogoń Litewska, polski arystokrata, mecenas sztuki, I ordynat na Gołuchowie.

## Życiorys
Witold Kazimierz urodził się w Paryżu. Był synem księcia Władysława i księżniczki francuskiej Małgorzaty. Miał starszego brata Adama Ludwika, który po śmierci ojca został głową rodu Czartoryskich. Książę Witold kształcił się w rodzinnym domu pod kierunkiem polskich nauczycieli oraz w Koburgu. Później został wolnym słuchaczem Uniwersytetu Jagiellońskiego. Był podróżnikiem, lingwistą, a przede wszystkim zbieraczem książek. Posiadał własny zamek w Normandii, gdzie zgromadził liczącą ponad 25 000 woluminów bibliotekę z dziełami w języku arabskim, hiszpańskim, litewskim, francuskim oraz włoskim w znacznej mierze dotyczące wolnomularstwa, okultyzmu, ogólnie pojętej historii, religioznawstwa, geografii (w tym atlasy z różnych zakątków kuli ziemskiej), matematyki czy też sztuk pięknych. Po jego śmierci w Paryżu zbiory te trafiły do Biblioteki Uniwersytetu Lwowskiego oraz rodowej Biblioteki w Krakowie.
W 1899 jego ciotka, Izabella Działyńska zostawiła w spadku jemu i jego Adamowi Ludwikowi majątek w Gołuchowie. Książę Witold doceniając ogromną rangę kolekcji dzieł sztuki sprawował nad nią pieczołowitą opiekę powiększając zbiory o zabytki kultur starożytnych. Około 1909 roku zamierzał przenieść całą kolekcję do Pałacu Działyńskich w Poznaniu. Nie zdążył zrealizować tego zamierzenia. Zmarł przedwcześnie w wieku 35 lat, w 1911 roku. Po jego śmierci II ordynatem na Gołuchowie i jednocześnie spadkobiercą majątku został brat Adam Ludwik.

## Genealogia
| Prapradziadkowie                         | August Aleksander Czartoryski (1697-1782) ∞ 1731 Zofia Czartoryska z Sieniawskich (1699-1777) | Jerzy Detloff Flemming (1751-1802) ∞ 1744 Antonina Czartoryska (1728-1746)    | Józef Sapieha (1737–1792) ∞ 1761 Teofila Strzeżysława z Jabłonowskich Sapieha (1742-1816) | Andrzej Hieronim Zamoyski (1716-1792) ∞ 1775 Konstancja Czartoryska (1742-1797) | Ludwik Filip Józef Burbon-Orleański (1747-1793) ∞ 1769 Ludwika Maria de Penthièvre (1753-1821) | Ferdynand I Burbon (1751-1825) ∞ 1768 Maria Karolina Habsburg (1752-1814)                | Franciszek z Saksonii-Coburga-Saalfeld (1750-1806) ∞ 1777 Augusta Reuss-Ebersdorf (1757-1831) | Franciszek Józef Koháry (1760-1826) ∞ 1790 Maria Antonia Waldstein-Wartenberg (1771-1854) |
| Pradziadkowie                            | Adam Kazimierz Czartoryski (1734-1823) ∞ 1761 Izabela Czartoryska (1746-1835)                 | Adam Kazimierz Czartoryski (1734-1823) ∞ 1761 Izabela Czartoryska (1746-1835) | Aleksander Antoni Sapieha (1773–1812) ∞ 1797 Anna Jadwiga Sapieżyna (1772–1859)           | Aleksander Antoni Sapieha (1773–1812) ∞ 1797 Anna Jadwiga Sapieżyna (1772–1859) | Ludwik Filip I (1773–1850) ∞ 1809 Maria Amelia Burbon-Sycylijska (1782–1866)                   | Ludwik Filip I (1773–1850) ∞ 1809 Maria Amelia Burbon-Sycylijska (1782–1866)             | Ferdynand z Saksonii-Coburga-Saalfeld (1785–1851) ∞ 1815 Maria Antonia Koháry (1797–1862)     | Ferdynand z Saksonii-Coburga-Saalfeld (1785–1851) ∞ 1815 Maria Antonia Koháry (1797–1862) |
| Dziadkowie                               | Adam Jerzy Czartoryski (1770–1861) ∞ 1817 Anna Zofia Sapieha (1799–1864)                      | Adam Jerzy Czartoryski (1770–1861) ∞ 1817 Anna Zofia Sapieha (1799–1864)      | Adam Jerzy Czartoryski (1770–1861) ∞ 1817 Anna Zofia Sapieha (1799–1864)                  | Adam Jerzy Czartoryski (1770–1861) ∞ 1817 Anna Zofia Sapieha (1799–1864)        | Ludwik Karol Orleański (1814–1896) ∞ 1840 Wiktoria z Saksonii-Coburga-Kohary (1822–1857)       | Ludwik Karol Orleański (1814–1896) ∞ 1840 Wiktoria z Saksonii-Coburga-Kohary (1822–1857) | Ludwik Karol Orleański (1814–1896) ∞ 1840 Wiktoria z Saksonii-Coburga-Kohary (1822–1857)      | Ludwik Karol Orleański (1814–1896) ∞ 1840 Wiktoria z Saksonii-Coburga-Kohary (1822–1857)  |
| Rodzice                                  | Władysław Czartoryski (1828–1894) ∞ 1872 Małgorzata Orleańska (1846–1893)                     | Władysław Czartoryski (1828–1894) ∞ 1872 Małgorzata Orleańska (1846–1893)     | Władysław Czartoryski (1828–1894) ∞ 1872 Małgorzata Orleańska (1846–1893)                 | Władysław Czartoryski (1828–1894) ∞ 1872 Małgorzata Orleańska (1846–1893)       | Władysław Czartoryski (1828–1894) ∞ 1872 Małgorzata Orleańska (1846–1893)                      | Władysław Czartoryski (1828–1894) ∞ 1872 Małgorzata Orleańska (1846–1893)                | Władysław Czartoryski (1828–1894) ∞ 1872 Małgorzata Orleańska (1846–1893)                     | Władysław Czartoryski (1828–1894) ∞ 1872 Małgorzata Orleańska (1846–1893)                 |
| Witold Kazimierz Czartoryski (1876–1911) |                                                                                               |                                                                               |                                                                                           |                                                                                 |                                                                                                |                                                                                          |                                                                                               |                                                                                           |